# Ikarus 556

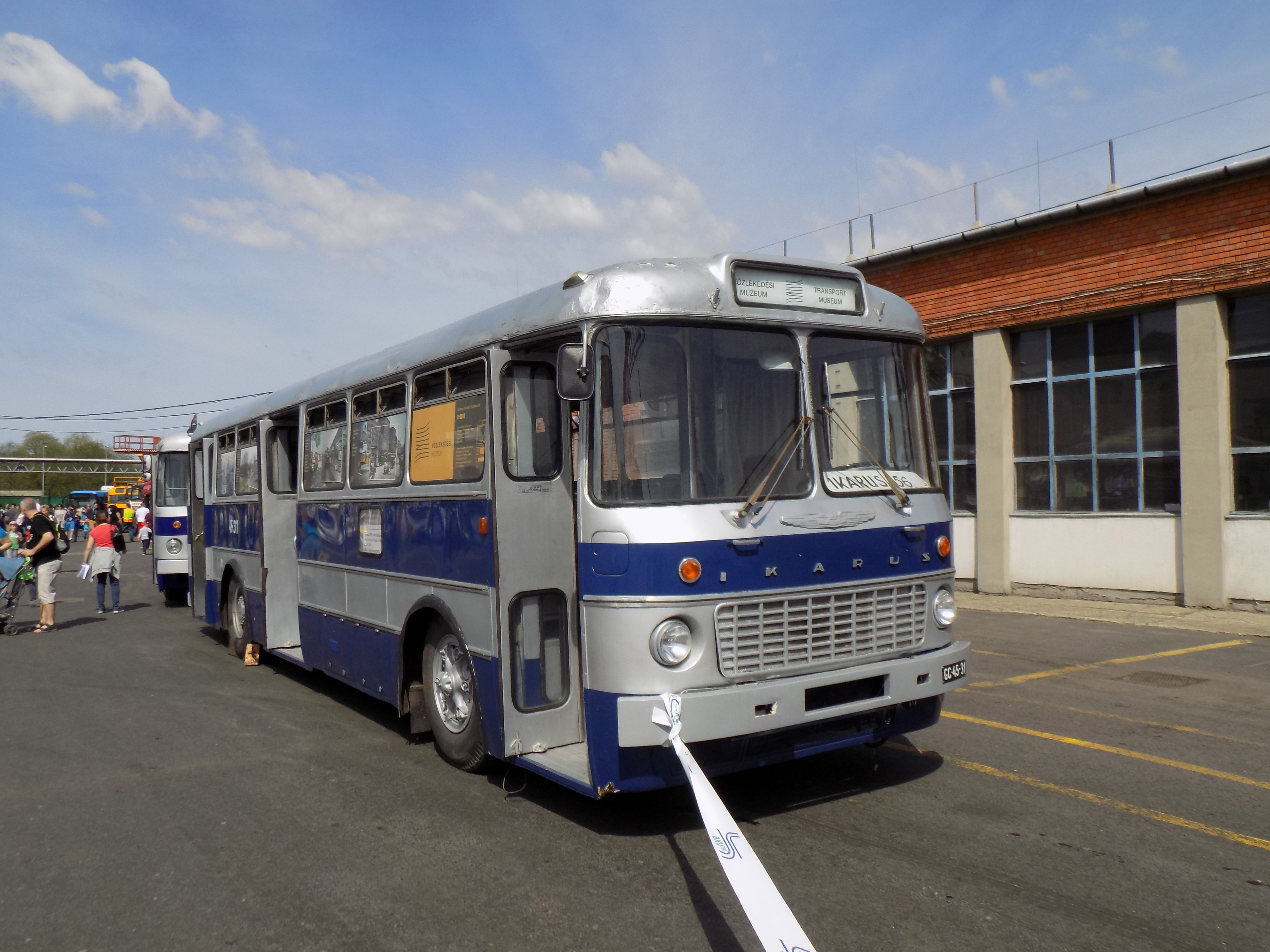

Ikarus-556 (4х2) — міський автобус великого класу. Випускався в 1962–1973 роках, заводом «Ікарус» (Угорщина).
Кузов автобуса — тримальний, двигун розташований під підлогою, планування сидінь у Ikarus-556 — змішане.

## Технічні характеристики
| Параметр                                                    | Параметр                                                    | Характеристика                                                        | Характеристика                                                        |
| ----------------------------------------------------------- | ----------------------------------------------------------- | --------------------------------------------------------------------- | --------------------------------------------------------------------- |
| Число місць                                                 | для сидіння                                                 | 21 + 1 (кондуктор)                                                    | 21 + 1 (кондуктор)                                                    |
| Число місць                                                 | загальне                                                    | 74                                                                    | 74                                                                    |
| Число місць                                                 | в години пік                                                | 105                                                                   | 105                                                                   |
| Власна маса, кг                                             | на передню вісь                                             | 4865                                                                  | 10070                                                                 |
| Власна маса, кг                                             | на задню вісь                                               | 5205                                                                  | 10070                                                                 |
| Повна маса, кг                                              | на передню вісь                                             | 5900                                                                  | 15700                                                                 |
| Повна маса, кг                                              | на задню вісь                                               | 9800                                                                  | 15700                                                                 |
| Габаритні розміри, мм                                       | довжина                                                     | 10855                                                                 | 10855                                                                 |
| Габаритні розміри, мм                                       | ширина                                                      | 2500                                                                  | 2500                                                                  |
| Габаритні розміри, мм                                       | висота                                                      | 2950                                                                  | 2950                                                                  |
| База, мм                                                    | База, мм                                                    | 5500                                                                  | 5500                                                                  |
| Колія, мм                                                   | передніх коліс                                              | 2000                                                                  | 2000                                                                  |
| Колія, мм                                                   | задніх коліс                                                | 1835                                                                  | 1835                                                                  |
| Дорожні просвіти, мм                                        | під передньою віссю                                         | 390                                                                   | 390                                                                   |
| Дорожні просвіти, мм                                        | під задньою віссю                                           | 290                                                                   | 290                                                                   |
| Зовнішній габаритний радіус, м                              | Зовнішній габаритний радіус, м                              | 10,5                                                                  | 10,5                                                                  |
| Максимальна швидкість, км/год                               | Максимальна швидкість, км/год                               | 63                                                                    | 63                                                                    |
| Контрольна витрата палива при швидкості 60 км/год, л/100 км | Контрольна витрата палива при швидкості 60 км/год, л/100 км | 25,1                                                                  | 25,1                                                                  |
| Гальмівний шлях із швидкості 60 км/год, м                   | Гальмівний шлях із швидкості 60 км/год, м                   | 30,5                                                                  | 30,5                                                                  |
| Двигун                                                      | Двигун                                                      | RABA VFN, D2156HM6u дизельний, чотиритактний, шестициліндровий        | RABA VFN, D2156HM6u дизельний, чотиритактний, шестициліндровий        |
| Діаметр циліндра і хід поршня, мм                           | Діаметр циліндра і хід поршня, мм                           | 121 × 150                                                             | 121 × 150                                                             |
| Робочий об'єм, л                                            | Робочий об'єм, л                                            | 10,35                                                                 | 10,35                                                                 |
| Ступінь стиснення                                           | Ступінь стиснення                                           | 17                                                                    | 17                                                                    |
| Максимальна потужність, к. с.                               | Максимальна потужність, к. с.                               | 192 при 2100 об/хв                                                    | 192 при 2100 об/хв                                                    |
| Максимальний крутний момент, кгс·м                          | Максимальний крутний момент, кгс·м                          | 71 при 1300 об/хв                                                     | 71 при 1300 об/хв                                                     |
| Форсунка                                                    | Форсунка                                                    | BOSCCH DILLA 35S2180                                                  | BOSCCH DILLA 35S2180                                                  |
| Електрообладнання                                           | Електрообладнання                                           | 24 В                                                                  | 24 В                                                                  |
| Зчеплення                                                   | Зчеплення                                                   | однодискове сухе                                                      | однодискове сухе                                                      |
| Коробка передач                                             | Коробка передач                                             | п'ятиступінчаста з синхронізаторами на II, III, IV і V передачах      | п'ятиступінчаста з синхронізаторами на II, III, IV і V передачах      |
| Головна передача                                            | Головна передача                                            | подвійна: центральна-конічна з спіральними зубами, колісна-планетарна | подвійна: центральна-конічна з спіральними зубами, колісна-планетарна |
| Передавальні числа                                          | коробки передач                                             | I — 5,18; II — 3,04; III — 2,03; IV — 1,5; V — 1,00; З. Х. — 5,44     | I — 5,18; II — 3,04; III — 2,03; IV — 1,5; V — 1,00; З. Х. — 5,44     |
| Передавальні числа                                          | центральної передачі                                        | 1,79                                                                  | 1,79                                                                  |
| Передавальні числа                                          | планетарних редукторів                                      | 3,66                                                                  | 3,66                                                                  |
| Передавальні числа                                          | загальне передавальне число головної передачі               | 6,55                                                                  | 6,55                                                                  |
| Рульовий механізм                                           | Рульовий механізм                                           | гвинт і гайка, з гідропідсилювачем, передаточне число 22,5            | гвинт і гайка, з гідропідсилювачем, передаточне число 22,5            |
| Підвіска передня і задня                                    | Підвіска передня і задня                                    | ресорно-пневматична, амортизатори гідравлічні телескопічні            | ресорно-пневматична, амортизатори гідравлічні телескопічні            |
| Гальма                                                      | робочі                                                      | барабанні, на всі колеса з роздільним приводом                        | барабанні, на всі колеса з роздільним приводом                        |
| Гальма                                                      | стоянкові (суміщені з аварійними)                           | з пружинними енергоакумулятором, привід пневматичний                  | з пружинними енергоакумулятором, привід пневматичний                  |
| Гальма                                                      | допоміжні                                                   | моторні                                                               | моторні                                                               |
| Число коліс                                                 | Число коліс                                                 | 6                                                                     | 6                                                                     |
| Розмір шин                                                  | Розмір шин                                                  | 11-20                                                                 | 11-20                                                                 |
| Тиск повітря в шинах, кгс/см²                               | передніх коліс                                              | 6,75                                                                  | 6,75                                                                  |
| Тиск повітря в шинах, кгс/см²                               | задніх коліс                                                | 6                                                                     | 6                                                                     |
| Заправні об'єми, л                                          | паливний бак                                                | 250                                                                   | 250                                                                   |
| Заправні об'єми, л                                          | система охолодження двигуна                                 | 60                                                                    | 60                                                                    |
| Заправні об'єми, л                                          | система змащення двигуна                                    | 22                                                                    | 22                                                                    |
| Заправні об'єми, л                                          | повітряний фільтр                                           | 1                                                                     | 1                                                                     |
| Заправні об'єми, л                                          | картер рульового механізму з гідропідсилювачем              | 6                                                                     | 6                                                                     |
| Заправні об'єми, л                                          | картер коробки передач                                      | 8                                                                     | 8                                                                     |
| Заправні об'єми, л                                          | картер ведучого моста                                       | 16                                                                    | 16                                                                    |
| Заправні об'єми, л                                          | амортизатори                                                | по 0,75                                                               | по 0,75                                                               |
| Маса агрегатів, кг                                          | двигун з обладнанням                                        | 910                                                                   | 910                                                                   |
| Маса агрегатів, кг                                          | коробка передач                                             | 210                                                                   | 210                                                                   |
| Маса агрегатів, кг                                          | карданні вали                                               | 22                                                                    | 22                                                                    |
| Маса агрегатів, кг                                          | передній міст                                               | 450                                                                   | 450                                                                   |
| Маса агрегатів, кг                                          | задній міст                                                 | 725                                                                   | 725                                                                   |
| Маса агрегатів, кг                                          | кузов                                                       | 5000                                                                  | 5000                                                                  |
| Маса агрегатів, кг                                          | колесо в зборі з шиною                                      | 100                                                                   | 100                                                                   |
| Маса агрегатів, кг                                          | радіатор                                                    | 52                                                                    | 52                                                                    |